# Mario Adnet
Mário Adnet (Rio de Janeiro, 26 de setembro de 1957) é um compositor, violonista, arranjador e produtor musical brasileiro, que atua profissionalmente desde 1980. 
Vem de uma família de músicos: é sobrinho da pianista Carmen Vitis Adnet e irmão do músico Chico Adnet e das cantoras Maucha Adnet e Muiza Adnet. Além disso, é pai da também compositora Antonia Adnet, da musicista Joana Adnet e tio do humorista Marcelo Adnet.
Em 2016, foi indicado ao Grammy Latino de Melhor Álbum de Jazz Latino por seu álbum Jobim Jazz (Ao Vivo).

## Discografia
Discografia de acordo com o Dicionário Cravo Albin da Música Popular Brasileira:
- (2012) Um olhar sobre Villa-Lobos (Mario Adnet) – Borandá – CD
- (2011) Jobim Jazz (Mario Adnet) – Biscoito Fino – CD
- (2011) Mario Adnet: Vinicius & Os Maestros – Orquestra e convidados (Mario Adnet) – Adnet Mvsica - CD
- (2010) Afro Samba Jazz (Mario Adnet e Philippe Baden Powell) – Biscoito Fino – CD
- (2010) O samba vai (Mario Adnet) – Biscoito Fino – CD
- (2007) Mvsica (Mario Adnet) • Adnet Mvsica • CD
- (2007) Jobim Jazz (Mario Adnet) • Adnet Mvsica • CD
- (2003) Jobim Sinfônico (vários artistas) - participação • Biscoito Fino
- (2002) Rio Carioca (Mario Adnet) • MP,B/Universal Music • CD
- (2001) Para Gershwin e Jobim-Two Kites (Mario Adnet) • Indie Records/Universal Music • CD
- (2001) Ouro Negro - Moacir Santos (vários artistas) - participação • MP,B/Universal • CD
- (2000) Para Gershwin e Jobim (Mario Adnet) • Indie Records/Universal Music/Biscoito Fino • CD
- (2000) Villa-Lobos coração popular (Mario Adnet) • Indie Records/Universal Music • CD
- (1994) Pedra Bonita (Mario Adnet) • BMG/Victor (Japão)/Leblon Records/Biscoito Fino • CD
- (1984) Planeta azul (Mario Adnet) • Independente • LP
- (1980) Alberto Rosenblit & Mario Adnet (Alberto Rosenblit e Mario Adnet) • Independente • LP